# Tricherie aux échecs
La tricherie aux échecs peut consister à tenter d'obtenir le gain illégitime d'une partie d'échecs, d'un prix dans une compétition d'échecs, ou d'autres avantages liés à ce jeu, tels qu'un classement Elo élevé ou un titre de la Fédération internationale des échecs.

## Principales formes de tricherie
Frederic Friedel, le fondateur de la société éditrice du logiciel Chessbase, identifie trois principales formes de tricherie :
- modifier la position de façon non conforme aux règles du jeu d'échecs ;
- perdre ou annuler volontairement une partie en échange d'une récompense, on parle de nulle de salon dans le cas d'une partie nulle ;
- consulter un joueur plus fort ou un programme d'échecs.

D'autres possibilités existent, mais sont plus rares. Selon Friedel, la deuxième forme de tricherie est de loin la plus fréquente en pratique, et la troisième est fréquente lors des matches par équipes.

## Non-respect des règles du jeu

### Kasparov à Linares
Lors du tournoi de Linares 1994, Garry Kasparov a pris son cavalier en d7 sans annoncer « j’adoube », l’a lâché en c5, puis l’a repris en violation de la règle de la pièce touchée, pour le poser sur la case f8. Son adversaire, Judit Polgár, stupéfaite, a observé l’arbitre le plus proche mais personne n’ayant vu l’irrégularité, elle n’a pas protesté mais la scène a été filmée par une caméra de la télévision espagnole,. La partie a continué sans incident et s’est terminée sur la victoire de Kasparov avec les noirs. En référence à ce fait de jeu, la base de données ChessGames.com a appelé cette partie « J'adoube! » (en français). Kasparov a dit sur cet événement qu’il n'avait pas eu le sentiment d’avoir lâché la pièce et qu’il avait la conscience tranquille.

## Utilisation de sources d'information pendant la partie

### Une partie controversée: Fischer-Kovačević (1970)
|   | a | b | c | d | e | f | g | h |   |
| 8 | Roi noir sur case blanche c8 · Tour noire sur case blanche g8 · Tour noire sur case noire h8 · Pion noir sur case noire a7 · Fou noir sur case blanche b7 · Pion noir sur case noire c7 · Dame noire sur case noire e7 · Pion noir sur case blanche f7 · Pion noir sur case noire b6 · Pion noir sur case blanche e6 · Cavalier noir sur case noire f6 · Cavalier noir sur case blanche g6 · Dame blanche sur case noire g5 · Pion blanc sur case noire d4 · Pion noir sur case blanche e4 · Pion blanc sur case noire a3 · Pion blanc sur case noire c3 · Pion blanc sur case blanche f3 · Cavalier blanc sur case noire g3 · Pion blanc sur case blanche c2 · Fou blanc sur case noire d2 · Fou blanc sur case blanche e2 · Pion blanc sur case blanche g2 · Pion blanc sur case noire h2 · Tour blanche sur case noire a1 · Tour blanche sur case blanche f1 · Roi blanc sur case noire g1 | Roi noir sur case blanche c8 · Tour noire sur case blanche g8 · Tour noire sur case noire h8 · Pion noir sur case noire a7 · Fou noir sur case blanche b7 · Pion noir sur case noire c7 · Dame noire sur case noire e7 · Pion noir sur case blanche f7 · Pion noir sur case noire b6 · Pion noir sur case blanche e6 · Cavalier noir sur case noire f6 · Cavalier noir sur case blanche g6 · Dame blanche sur case noire g5 · Pion blanc sur case noire d4 · Pion noir sur case blanche e4 · Pion blanc sur case noire a3 · Pion blanc sur case noire c3 · Pion blanc sur case blanche f3 · Cavalier blanc sur case noire g3 · Pion blanc sur case blanche c2 · Fou blanc sur case noire d2 · Fou blanc sur case blanche e2 · Pion blanc sur case blanche g2 · Pion blanc sur case noire h2 · Tour blanche sur case noire a1 · Tour blanche sur case blanche f1 · Roi blanc sur case noire g1 | Roi noir sur case blanche c8 · Tour noire sur case blanche g8 · Tour noire sur case noire h8 · Pion noir sur case noire a7 · Fou noir sur case blanche b7 · Pion noir sur case noire c7 · Dame noire sur case noire e7 · Pion noir sur case blanche f7 · Pion noir sur case noire b6 · Pion noir sur case blanche e6 · Cavalier noir sur case noire f6 · Cavalier noir sur case blanche g6 · Dame blanche sur case noire g5 · Pion blanc sur case noire d4 · Pion noir sur case blanche e4 · Pion blanc sur case noire a3 · Pion blanc sur case noire c3 · Pion blanc sur case blanche f3 · Cavalier blanc sur case noire g3 · Pion blanc sur case blanche c2 · Fou blanc sur case noire d2 · Fou blanc sur case blanche e2 · Pion blanc sur case blanche g2 · Pion blanc sur case noire h2 · Tour blanche sur case noire a1 · Tour blanche sur case blanche f1 · Roi blanc sur case noire g1 | Roi noir sur case blanche c8 · Tour noire sur case blanche g8 · Tour noire sur case noire h8 · Pion noir sur case noire a7 · Fou noir sur case blanche b7 · Pion noir sur case noire c7 · Dame noire sur case noire e7 · Pion noir sur case blanche f7 · Pion noir sur case noire b6 · Pion noir sur case blanche e6 · Cavalier noir sur case noire f6 · Cavalier noir sur case blanche g6 · Dame blanche sur case noire g5 · Pion blanc sur case noire d4 · Pion noir sur case blanche e4 · Pion blanc sur case noire a3 · Pion blanc sur case noire c3 · Pion blanc sur case blanche f3 · Cavalier blanc sur case noire g3 · Pion blanc sur case blanche c2 · Fou blanc sur case noire d2 · Fou blanc sur case blanche e2 · Pion blanc sur case blanche g2 · Pion blanc sur case noire h2 · Tour blanche sur case noire a1 · Tour blanche sur case blanche f1 · Roi blanc sur case noire g1 | Roi noir sur case blanche c8 · Tour noire sur case blanche g8 · Tour noire sur case noire h8 · Pion noir sur case noire a7 · Fou noir sur case blanche b7 · Pion noir sur case noire c7 · Dame noire sur case noire e7 · Pion noir sur case blanche f7 · Pion noir sur case noire b6 · Pion noir sur case blanche e6 · Cavalier noir sur case noire f6 · Cavalier noir sur case blanche g6 · Dame blanche sur case noire g5 · Pion blanc sur case noire d4 · Pion noir sur case blanche e4 · Pion blanc sur case noire a3 · Pion blanc sur case noire c3 · Pion blanc sur case blanche f3 · Cavalier blanc sur case noire g3 · Pion blanc sur case blanche c2 · Fou blanc sur case noire d2 · Fou blanc sur case blanche e2 · Pion blanc sur case blanche g2 · Pion blanc sur case noire h2 · Tour blanche sur case noire a1 · Tour blanche sur case blanche f1 · Roi blanc sur case noire g1 | Roi noir sur case blanche c8 · Tour noire sur case blanche g8 · Tour noire sur case noire h8 · Pion noir sur case noire a7 · Fou noir sur case blanche b7 · Pion noir sur case noire c7 · Dame noire sur case noire e7 · Pion noir sur case blanche f7 · Pion noir sur case noire b6 · Pion noir sur case blanche e6 · Cavalier noir sur case noire f6 · Cavalier noir sur case blanche g6 · Dame blanche sur case noire g5 · Pion blanc sur case noire d4 · Pion noir sur case blanche e4 · Pion blanc sur case noire a3 · Pion blanc sur case noire c3 · Pion blanc sur case blanche f3 · Cavalier blanc sur case noire g3 · Pion blanc sur case blanche c2 · Fou blanc sur case noire d2 · Fou blanc sur case blanche e2 · Pion blanc sur case blanche g2 · Pion blanc sur case noire h2 · Tour blanche sur case noire a1 · Tour blanche sur case blanche f1 · Roi blanc sur case noire g1 | Roi noir sur case blanche c8 · Tour noire sur case blanche g8 · Tour noire sur case noire h8 · Pion noir sur case noire a7 · Fou noir sur case blanche b7 · Pion noir sur case noire c7 · Dame noire sur case noire e7 · Pion noir sur case blanche f7 · Pion noir sur case noire b6 · Pion noir sur case blanche e6 · Cavalier noir sur case noire f6 · Cavalier noir sur case blanche g6 · Dame blanche sur case noire g5 · Pion blanc sur case noire d4 · Pion noir sur case blanche e4 · Pion blanc sur case noire a3 · Pion blanc sur case noire c3 · Pion blanc sur case blanche f3 · Cavalier blanc sur case noire g3 · Pion blanc sur case blanche c2 · Fou blanc sur case noire d2 · Fou blanc sur case blanche e2 · Pion blanc sur case blanche g2 · Pion blanc sur case noire h2 · Tour blanche sur case noire a1 · Tour blanche sur case blanche f1 · Roi blanc sur case noire g1 | Roi noir sur case blanche c8 · Tour noire sur case blanche g8 · Tour noire sur case noire h8 · Pion noir sur case noire a7 · Fou noir sur case blanche b7 · Pion noir sur case noire c7 · Dame noire sur case noire e7 · Pion noir sur case blanche f7 · Pion noir sur case noire b6 · Pion noir sur case blanche e6 · Cavalier noir sur case noire f6 · Cavalier noir sur case blanche g6 · Dame blanche sur case noire g5 · Pion blanc sur case noire d4 · Pion noir sur case blanche e4 · Pion blanc sur case noire a3 · Pion blanc sur case noire c3 · Pion blanc sur case blanche f3 · Cavalier blanc sur case noire g3 · Pion blanc sur case blanche c2 · Fou blanc sur case noire d2 · Fou blanc sur case blanche e2 · Pion blanc sur case blanche g2 · Pion blanc sur case noire h2 · Tour blanche sur case noire a1 · Tour blanche sur case blanche f1 · Roi blanc sur case noire g1 | 8 |
| 7 | Roi noir sur case blanche c8 · Tour noire sur case blanche g8 · Tour noire sur case noire h8 · Pion noir sur case noire a7 · Fou noir sur case blanche b7 · Pion noir sur case noire c7 · Dame noire sur case noire e7 · Pion noir sur case blanche f7 · Pion noir sur case noire b6 · Pion noir sur case blanche e6 · Cavalier noir sur case noire f6 · Cavalier noir sur case blanche g6 · Dame blanche sur case noire g5 · Pion blanc sur case noire d4 · Pion noir sur case blanche e4 · Pion blanc sur case noire a3 · Pion blanc sur case noire c3 · Pion blanc sur case blanche f3 · Cavalier blanc sur case noire g3 · Pion blanc sur case blanche c2 · Fou blanc sur case noire d2 · Fou blanc sur case blanche e2 · Pion blanc sur case blanche g2 · Pion blanc sur case noire h2 · Tour blanche sur case noire a1 · Tour blanche sur case blanche f1 · Roi blanc sur case noire g1 | Roi noir sur case blanche c8 · Tour noire sur case blanche g8 · Tour noire sur case noire h8 · Pion noir sur case noire a7 · Fou noir sur case blanche b7 · Pion noir sur case noire c7 · Dame noire sur case noire e7 · Pion noir sur case blanche f7 · Pion noir sur case noire b6 · Pion noir sur case blanche e6 · Cavalier noir sur case noire f6 · Cavalier noir sur case blanche g6 · Dame blanche sur case noire g5 · Pion blanc sur case noire d4 · Pion noir sur case blanche e4 · Pion blanc sur case noire a3 · Pion blanc sur case noire c3 · Pion blanc sur case blanche f3 · Cavalier blanc sur case noire g3 · Pion blanc sur case blanche c2 · Fou blanc sur case noire d2 · Fou blanc sur case blanche e2 · Pion blanc sur case blanche g2 · Pion blanc sur case noire h2 · Tour blanche sur case noire a1 · Tour blanche sur case blanche f1 · Roi blanc sur case noire g1 | Roi noir sur case blanche c8 · Tour noire sur case blanche g8 · Tour noire sur case noire h8 · Pion noir sur case noire a7 · Fou noir sur case blanche b7 · Pion noir sur case noire c7 · Dame noire sur case noire e7 · Pion noir sur case blanche f7 · Pion noir sur case noire b6 · Pion noir sur case blanche e6 · Cavalier noir sur case noire f6 · Cavalier noir sur case blanche g6 · Dame blanche sur case noire g5 · Pion blanc sur case noire d4 · Pion noir sur case blanche e4 · Pion blanc sur case noire a3 · Pion blanc sur case noire c3 · Pion blanc sur case blanche f3 · Cavalier blanc sur case noire g3 · Pion blanc sur case blanche c2 · Fou blanc sur case noire d2 · Fou blanc sur case blanche e2 · Pion blanc sur case blanche g2 · Pion blanc sur case noire h2 · Tour blanche sur case noire a1 · Tour blanche sur case blanche f1 · Roi blanc sur case noire g1 | Roi noir sur case blanche c8 · Tour noire sur case blanche g8 · Tour noire sur case noire h8 · Pion noir sur case noire a7 · Fou noir sur case blanche b7 · Pion noir sur case noire c7 · Dame noire sur case noire e7 · Pion noir sur case blanche f7 · Pion noir sur case noire b6 · Pion noir sur case blanche e6 · Cavalier noir sur case noire f6 · Cavalier noir sur case blanche g6 · Dame blanche sur case noire g5 · Pion blanc sur case noire d4 · Pion noir sur case blanche e4 · Pion blanc sur case noire a3 · Pion blanc sur case noire c3 · Pion blanc sur case blanche f3 · Cavalier blanc sur case noire g3 · Pion blanc sur case blanche c2 · Fou blanc sur case noire d2 · Fou blanc sur case blanche e2 · Pion blanc sur case blanche g2 · Pion blanc sur case noire h2 · Tour blanche sur case noire a1 · Tour blanche sur case blanche f1 · Roi blanc sur case noire g1 | Roi noir sur case blanche c8 · Tour noire sur case blanche g8 · Tour noire sur case noire h8 · Pion noir sur case noire a7 · Fou noir sur case blanche b7 · Pion noir sur case noire c7 · Dame noire sur case noire e7 · Pion noir sur case blanche f7 · Pion noir sur case noire b6 · Pion noir sur case blanche e6 · Cavalier noir sur case noire f6 · Cavalier noir sur case blanche g6 · Dame blanche sur case noire g5 · Pion blanc sur case noire d4 · Pion noir sur case blanche e4 · Pion blanc sur case noire a3 · Pion blanc sur case noire c3 · Pion blanc sur case blanche f3 · Cavalier blanc sur case noire g3 · Pion blanc sur case blanche c2 · Fou blanc sur case noire d2 · Fou blanc sur case blanche e2 · Pion blanc sur case blanche g2 · Pion blanc sur case noire h2 · Tour blanche sur case noire a1 · Tour blanche sur case blanche f1 · Roi blanc sur case noire g1 | Roi noir sur case blanche c8 · Tour noire sur case blanche g8 · Tour noire sur case noire h8 · Pion noir sur case noire a7 · Fou noir sur case blanche b7 · Pion noir sur case noire c7 · Dame noire sur case noire e7 · Pion noir sur case blanche f7 · Pion noir sur case noire b6 · Pion noir sur case blanche e6 · Cavalier noir sur case noire f6 · Cavalier noir sur case blanche g6 · Dame blanche sur case noire g5 · Pion blanc sur case noire d4 · Pion noir sur case blanche e4 · Pion blanc sur case noire a3 · Pion blanc sur case noire c3 · Pion blanc sur case blanche f3 · Cavalier blanc sur case noire g3 · Pion blanc sur case blanche c2 · Fou blanc sur case noire d2 · Fou blanc sur case blanche e2 · Pion blanc sur case blanche g2 · Pion blanc sur case noire h2 · Tour blanche sur case noire a1 · Tour blanche sur case blanche f1 · Roi blanc sur case noire g1 | Roi noir sur case blanche c8 · Tour noire sur case blanche g8 · Tour noire sur case noire h8 · Pion noir sur case noire a7 · Fou noir sur case blanche b7 · Pion noir sur case noire c7 · Dame noire sur case noire e7 · Pion noir sur case blanche f7 · Pion noir sur case noire b6 · Pion noir sur case blanche e6 · Cavalier noir sur case noire f6 · Cavalier noir sur case blanche g6 · Dame blanche sur case noire g5 · Pion blanc sur case noire d4 · Pion noir sur case blanche e4 · Pion blanc sur case noire a3 · Pion blanc sur case noire c3 · Pion blanc sur case blanche f3 · Cavalier blanc sur case noire g3 · Pion blanc sur case blanche c2 · Fou blanc sur case noire d2 · Fou blanc sur case blanche e2 · Pion blanc sur case blanche g2 · Pion blanc sur case noire h2 · Tour blanche sur case noire a1 · Tour blanche sur case blanche f1 · Roi blanc sur case noire g1 | Roi noir sur case blanche c8 · Tour noire sur case blanche g8 · Tour noire sur case noire h8 · Pion noir sur case noire a7 · Fou noir sur case blanche b7 · Pion noir sur case noire c7 · Dame noire sur case noire e7 · Pion noir sur case blanche f7 · Pion noir sur case noire b6 · Pion noir sur case blanche e6 · Cavalier noir sur case noire f6 · Cavalier noir sur case blanche g6 · Dame blanche sur case noire g5 · Pion blanc sur case noire d4 · Pion noir sur case blanche e4 · Pion blanc sur case noire a3 · Pion blanc sur case noire c3 · Pion blanc sur case blanche f3 · Cavalier blanc sur case noire g3 · Pion blanc sur case blanche c2 · Fou blanc sur case noire d2 · Fou blanc sur case blanche e2 · Pion blanc sur case blanche g2 · Pion blanc sur case noire h2 · Tour blanche sur case noire a1 · Tour blanche sur case blanche f1 · Roi blanc sur case noire g1 | 7 |
| 6 | Roi noir sur case blanche c8 · Tour noire sur case blanche g8 · Tour noire sur case noire h8 · Pion noir sur case noire a7 · Fou noir sur case blanche b7 · Pion noir sur case noire c7 · Dame noire sur case noire e7 · Pion noir sur case blanche f7 · Pion noir sur case noire b6 · Pion noir sur case blanche e6 · Cavalier noir sur case noire f6 · Cavalier noir sur case blanche g6 · Dame blanche sur case noire g5 · Pion blanc sur case noire d4 · Pion noir sur case blanche e4 · Pion blanc sur case noire a3 · Pion blanc sur case noire c3 · Pion blanc sur case blanche f3 · Cavalier blanc sur case noire g3 · Pion blanc sur case blanche c2 · Fou blanc sur case noire d2 · Fou blanc sur case blanche e2 · Pion blanc sur case blanche g2 · Pion blanc sur case noire h2 · Tour blanche sur case noire a1 · Tour blanche sur case blanche f1 · Roi blanc sur case noire g1 | Roi noir sur case blanche c8 · Tour noire sur case blanche g8 · Tour noire sur case noire h8 · Pion noir sur case noire a7 · Fou noir sur case blanche b7 · Pion noir sur case noire c7 · Dame noire sur case noire e7 · Pion noir sur case blanche f7 · Pion noir sur case noire b6 · Pion noir sur case blanche e6 · Cavalier noir sur case noire f6 · Cavalier noir sur case blanche g6 · Dame blanche sur case noire g5 · Pion blanc sur case noire d4 · Pion noir sur case blanche e4 · Pion blanc sur case noire a3 · Pion blanc sur case noire c3 · Pion blanc sur case blanche f3 · Cavalier blanc sur case noire g3 · Pion blanc sur case blanche c2 · Fou blanc sur case noire d2 · Fou blanc sur case blanche e2 · Pion blanc sur case blanche g2 · Pion blanc sur case noire h2 · Tour blanche sur case noire a1 · Tour blanche sur case blanche f1 · Roi blanc sur case noire g1 | Roi noir sur case blanche c8 · Tour noire sur case blanche g8 · Tour noire sur case noire h8 · Pion noir sur case noire a7 · Fou noir sur case blanche b7 · Pion noir sur case noire c7 · Dame noire sur case noire e7 · Pion noir sur case blanche f7 · Pion noir sur case noire b6 · Pion noir sur case blanche e6 · Cavalier noir sur case noire f6 · Cavalier noir sur case blanche g6 · Dame blanche sur case noire g5 · Pion blanc sur case noire d4 · Pion noir sur case blanche e4 · Pion blanc sur case noire a3 · Pion blanc sur case noire c3 · Pion blanc sur case blanche f3 · Cavalier blanc sur case noire g3 · Pion blanc sur case blanche c2 · Fou blanc sur case noire d2 · Fou blanc sur case blanche e2 · Pion blanc sur case blanche g2 · Pion blanc sur case noire h2 · Tour blanche sur case noire a1 · Tour blanche sur case blanche f1 · Roi blanc sur case noire g1 | Roi noir sur case blanche c8 · Tour noire sur case blanche g8 · Tour noire sur case noire h8 · Pion noir sur case noire a7 · Fou noir sur case blanche b7 · Pion noir sur case noire c7 · Dame noire sur case noire e7 · Pion noir sur case blanche f7 · Pion noir sur case noire b6 · Pion noir sur case blanche e6 · Cavalier noir sur case noire f6 · Cavalier noir sur case blanche g6 · Dame blanche sur case noire g5 · Pion blanc sur case noire d4 · Pion noir sur case blanche e4 · Pion blanc sur case noire a3 · Pion blanc sur case noire c3 · Pion blanc sur case blanche f3 · Cavalier blanc sur case noire g3 · Pion blanc sur case blanche c2 · Fou blanc sur case noire d2 · Fou blanc sur case blanche e2 · Pion blanc sur case blanche g2 · Pion blanc sur case noire h2 · Tour blanche sur case noire a1 · Tour blanche sur case blanche f1 · Roi blanc sur case noire g1 | Roi noir sur case blanche c8 · Tour noire sur case blanche g8 · Tour noire sur case noire h8 · Pion noir sur case noire a7 · Fou noir sur case blanche b7 · Pion noir sur case noire c7 · Dame noire sur case noire e7 · Pion noir sur case blanche f7 · Pion noir sur case noire b6 · Pion noir sur case blanche e6 · Cavalier noir sur case noire f6 · Cavalier noir sur case blanche g6 · Dame blanche sur case noire g5 · Pion blanc sur case noire d4 · Pion noir sur case blanche e4 · Pion blanc sur case noire a3 · Pion blanc sur case noire c3 · Pion blanc sur case blanche f3 · Cavalier blanc sur case noire g3 · Pion blanc sur case blanche c2 · Fou blanc sur case noire d2 · Fou blanc sur case blanche e2 · Pion blanc sur case blanche g2 · Pion blanc sur case noire h2 · Tour blanche sur case noire a1 · Tour blanche sur case blanche f1 · Roi blanc sur case noire g1 | Roi noir sur case blanche c8 · Tour noire sur case blanche g8 · Tour noire sur case noire h8 · Pion noir sur case noire a7 · Fou noir sur case blanche b7 · Pion noir sur case noire c7 · Dame noire sur case noire e7 · Pion noir sur case blanche f7 · Pion noir sur case noire b6 · Pion noir sur case blanche e6 · Cavalier noir sur case noire f6 · Cavalier noir sur case blanche g6 · Dame blanche sur case noire g5 · Pion blanc sur case noire d4 · Pion noir sur case blanche e4 · Pion blanc sur case noire a3 · Pion blanc sur case noire c3 · Pion blanc sur case blanche f3 · Cavalier blanc sur case noire g3 · Pion blanc sur case blanche c2 · Fou blanc sur case noire d2 · Fou blanc sur case blanche e2 · Pion blanc sur case blanche g2 · Pion blanc sur case noire h2 · Tour blanche sur case noire a1 · Tour blanche sur case blanche f1 · Roi blanc sur case noire g1 | Roi noir sur case blanche c8 · Tour noire sur case blanche g8 · Tour noire sur case noire h8 · Pion noir sur case noire a7 · Fou noir sur case blanche b7 · Pion noir sur case noire c7 · Dame noire sur case noire e7 · Pion noir sur case blanche f7 · Pion noir sur case noire b6 · Pion noir sur case blanche e6 · Cavalier noir sur case noire f6 · Cavalier noir sur case blanche g6 · Dame blanche sur case noire g5 · Pion blanc sur case noire d4 · Pion noir sur case blanche e4 · Pion blanc sur case noire a3 · Pion blanc sur case noire c3 · Pion blanc sur case blanche f3 · Cavalier blanc sur case noire g3 · Pion blanc sur case blanche c2 · Fou blanc sur case noire d2 · Fou blanc sur case blanche e2 · Pion blanc sur case blanche g2 · Pion blanc sur case noire h2 · Tour blanche sur case noire a1 · Tour blanche sur case blanche f1 · Roi blanc sur case noire g1 | Roi noir sur case blanche c8 · Tour noire sur case blanche g8 · Tour noire sur case noire h8 · Pion noir sur case noire a7 · Fou noir sur case blanche b7 · Pion noir sur case noire c7 · Dame noire sur case noire e7 · Pion noir sur case blanche f7 · Pion noir sur case noire b6 · Pion noir sur case blanche e6 · Cavalier noir sur case noire f6 · Cavalier noir sur case blanche g6 · Dame blanche sur case noire g5 · Pion blanc sur case noire d4 · Pion noir sur case blanche e4 · Pion blanc sur case noire a3 · Pion blanc sur case noire c3 · Pion blanc sur case blanche f3 · Cavalier blanc sur case noire g3 · Pion blanc sur case blanche c2 · Fou blanc sur case noire d2 · Fou blanc sur case blanche e2 · Pion blanc sur case blanche g2 · Pion blanc sur case noire h2 · Tour blanche sur case noire a1 · Tour blanche sur case blanche f1 · Roi blanc sur case noire g1 | 6 |
| 5 | Roi noir sur case blanche c8 · Tour noire sur case blanche g8 · Tour noire sur case noire h8 · Pion noir sur case noire a7 · Fou noir sur case blanche b7 · Pion noir sur case noire c7 · Dame noire sur case noire e7 · Pion noir sur case blanche f7 · Pion noir sur case noire b6 · Pion noir sur case blanche e6 · Cavalier noir sur case noire f6 · Cavalier noir sur case blanche g6 · Dame blanche sur case noire g5 · Pion blanc sur case noire d4 · Pion noir sur case blanche e4 · Pion blanc sur case noire a3 · Pion blanc sur case noire c3 · Pion blanc sur case blanche f3 · Cavalier blanc sur case noire g3 · Pion blanc sur case blanche c2 · Fou blanc sur case noire d2 · Fou blanc sur case blanche e2 · Pion blanc sur case blanche g2 · Pion blanc sur case noire h2 · Tour blanche sur case noire a1 · Tour blanche sur case blanche f1 · Roi blanc sur case noire g1 | Roi noir sur case blanche c8 · Tour noire sur case blanche g8 · Tour noire sur case noire h8 · Pion noir sur case noire a7 · Fou noir sur case blanche b7 · Pion noir sur case noire c7 · Dame noire sur case noire e7 · Pion noir sur case blanche f7 · Pion noir sur case noire b6 · Pion noir sur case blanche e6 · Cavalier noir sur case noire f6 · Cavalier noir sur case blanche g6 · Dame blanche sur case noire g5 · Pion blanc sur case noire d4 · Pion noir sur case blanche e4 · Pion blanc sur case noire a3 · Pion blanc sur case noire c3 · Pion blanc sur case blanche f3 · Cavalier blanc sur case noire g3 · Pion blanc sur case blanche c2 · Fou blanc sur case noire d2 · Fou blanc sur case blanche e2 · Pion blanc sur case blanche g2 · Pion blanc sur case noire h2 · Tour blanche sur case noire a1 · Tour blanche sur case blanche f1 · Roi blanc sur case noire g1 | Roi noir sur case blanche c8 · Tour noire sur case blanche g8 · Tour noire sur case noire h8 · Pion noir sur case noire a7 · Fou noir sur case blanche b7 · Pion noir sur case noire c7 · Dame noire sur case noire e7 · Pion noir sur case blanche f7 · Pion noir sur case noire b6 · Pion noir sur case blanche e6 · Cavalier noir sur case noire f6 · Cavalier noir sur case blanche g6 · Dame blanche sur case noire g5 · Pion blanc sur case noire d4 · Pion noir sur case blanche e4 · Pion blanc sur case noire a3 · Pion blanc sur case noire c3 · Pion blanc sur case blanche f3 · Cavalier blanc sur case noire g3 · Pion blanc sur case blanche c2 · Fou blanc sur case noire d2 · Fou blanc sur case blanche e2 · Pion blanc sur case blanche g2 · Pion blanc sur case noire h2 · Tour blanche sur case noire a1 · Tour blanche sur case blanche f1 · Roi blanc sur case noire g1 | Roi noir sur case blanche c8 · Tour noire sur case blanche g8 · Tour noire sur case noire h8 · Pion noir sur case noire a7 · Fou noir sur case blanche b7 · Pion noir sur case noire c7 · Dame noire sur case noire e7 · Pion noir sur case blanche f7 · Pion noir sur case noire b6 · Pion noir sur case blanche e6 · Cavalier noir sur case noire f6 · Cavalier noir sur case blanche g6 · Dame blanche sur case noire g5 · Pion blanc sur case noire d4 · Pion noir sur case blanche e4 · Pion blanc sur case noire a3 · Pion blanc sur case noire c3 · Pion blanc sur case blanche f3 · Cavalier blanc sur case noire g3 · Pion blanc sur case blanche c2 · Fou blanc sur case noire d2 · Fou blanc sur case blanche e2 · Pion blanc sur case blanche g2 · Pion blanc sur case noire h2 · Tour blanche sur case noire a1 · Tour blanche sur case blanche f1 · Roi blanc sur case noire g1 | Roi noir sur case blanche c8 · Tour noire sur case blanche g8 · Tour noire sur case noire h8 · Pion noir sur case noire a7 · Fou noir sur case blanche b7 · Pion noir sur case noire c7 · Dame noire sur case noire e7 · Pion noir sur case blanche f7 · Pion noir sur case noire b6 · Pion noir sur case blanche e6 · Cavalier noir sur case noire f6 · Cavalier noir sur case blanche g6 · Dame blanche sur case noire g5 · Pion blanc sur case noire d4 · Pion noir sur case blanche e4 · Pion blanc sur case noire a3 · Pion blanc sur case noire c3 · Pion blanc sur case blanche f3 · Cavalier blanc sur case noire g3 · Pion blanc sur case blanche c2 · Fou blanc sur case noire d2 · Fou blanc sur case blanche e2 · Pion blanc sur case blanche g2 · Pion blanc sur case noire h2 · Tour blanche sur case noire a1 · Tour blanche sur case blanche f1 · Roi blanc sur case noire g1 | Roi noir sur case blanche c8 · Tour noire sur case blanche g8 · Tour noire sur case noire h8 · Pion noir sur case noire a7 · Fou noir sur case blanche b7 · Pion noir sur case noire c7 · Dame noire sur case noire e7 · Pion noir sur case blanche f7 · Pion noir sur case noire b6 · Pion noir sur case blanche e6 · Cavalier noir sur case noire f6 · Cavalier noir sur case blanche g6 · Dame blanche sur case noire g5 · Pion blanc sur case noire d4 · Pion noir sur case blanche e4 · Pion blanc sur case noire a3 · Pion blanc sur case noire c3 · Pion blanc sur case blanche f3 · Cavalier blanc sur case noire g3 · Pion blanc sur case blanche c2 · Fou blanc sur case noire d2 · Fou blanc sur case blanche e2 · Pion blanc sur case blanche g2 · Pion blanc sur case noire h2 · Tour blanche sur case noire a1 · Tour blanche sur case blanche f1 · Roi blanc sur case noire g1 | Roi noir sur case blanche c8 · Tour noire sur case blanche g8 · Tour noire sur case noire h8 · Pion noir sur case noire a7 · Fou noir sur case blanche b7 · Pion noir sur case noire c7 · Dame noire sur case noire e7 · Pion noir sur case blanche f7 · Pion noir sur case noire b6 · Pion noir sur case blanche e6 · Cavalier noir sur case noire f6 · Cavalier noir sur case blanche g6 · Dame blanche sur case noire g5 · Pion blanc sur case noire d4 · Pion noir sur case blanche e4 · Pion blanc sur case noire a3 · Pion blanc sur case noire c3 · Pion blanc sur case blanche f3 · Cavalier blanc sur case noire g3 · Pion blanc sur case blanche c2 · Fou blanc sur case noire d2 · Fou blanc sur case blanche e2 · Pion blanc sur case blanche g2 · Pion blanc sur case noire h2 · Tour blanche sur case noire a1 · Tour blanche sur case blanche f1 · Roi blanc sur case noire g1 | Roi noir sur case blanche c8 · Tour noire sur case blanche g8 · Tour noire sur case noire h8 · Pion noir sur case noire a7 · Fou noir sur case blanche b7 · Pion noir sur case noire c7 · Dame noire sur case noire e7 · Pion noir sur case blanche f7 · Pion noir sur case noire b6 · Pion noir sur case blanche e6 · Cavalier noir sur case noire f6 · Cavalier noir sur case blanche g6 · Dame blanche sur case noire g5 · Pion blanc sur case noire d4 · Pion noir sur case blanche e4 · Pion blanc sur case noire a3 · Pion blanc sur case noire c3 · Pion blanc sur case blanche f3 · Cavalier blanc sur case noire g3 · Pion blanc sur case blanche c2 · Fou blanc sur case noire d2 · Fou blanc sur case blanche e2 · Pion blanc sur case blanche g2 · Pion blanc sur case noire h2 · Tour blanche sur case noire a1 · Tour blanche sur case blanche f1 · Roi blanc sur case noire g1 | 5 |
| 4 | Roi noir sur case blanche c8 · Tour noire sur case blanche g8 · Tour noire sur case noire h8 · Pion noir sur case noire a7 · Fou noir sur case blanche b7 · Pion noir sur case noire c7 · Dame noire sur case noire e7 · Pion noir sur case blanche f7 · Pion noir sur case noire b6 · Pion noir sur case blanche e6 · Cavalier noir sur case noire f6 · Cavalier noir sur case blanche g6 · Dame blanche sur case noire g5 · Pion blanc sur case noire d4 · Pion noir sur case blanche e4 · Pion blanc sur case noire a3 · Pion blanc sur case noire c3 · Pion blanc sur case blanche f3 · Cavalier blanc sur case noire g3 · Pion blanc sur case blanche c2 · Fou blanc sur case noire d2 · Fou blanc sur case blanche e2 · Pion blanc sur case blanche g2 · Pion blanc sur case noire h2 · Tour blanche sur case noire a1 · Tour blanche sur case blanche f1 · Roi blanc sur case noire g1 | Roi noir sur case blanche c8 · Tour noire sur case blanche g8 · Tour noire sur case noire h8 · Pion noir sur case noire a7 · Fou noir sur case blanche b7 · Pion noir sur case noire c7 · Dame noire sur case noire e7 · Pion noir sur case blanche f7 · Pion noir sur case noire b6 · Pion noir sur case blanche e6 · Cavalier noir sur case noire f6 · Cavalier noir sur case blanche g6 · Dame blanche sur case noire g5 · Pion blanc sur case noire d4 · Pion noir sur case blanche e4 · Pion blanc sur case noire a3 · Pion blanc sur case noire c3 · Pion blanc sur case blanche f3 · Cavalier blanc sur case noire g3 · Pion blanc sur case blanche c2 · Fou blanc sur case noire d2 · Fou blanc sur case blanche e2 · Pion blanc sur case blanche g2 · Pion blanc sur case noire h2 · Tour blanche sur case noire a1 · Tour blanche sur case blanche f1 · Roi blanc sur case noire g1 | Roi noir sur case blanche c8 · Tour noire sur case blanche g8 · Tour noire sur case noire h8 · Pion noir sur case noire a7 · Fou noir sur case blanche b7 · Pion noir sur case noire c7 · Dame noire sur case noire e7 · Pion noir sur case blanche f7 · Pion noir sur case noire b6 · Pion noir sur case blanche e6 · Cavalier noir sur case noire f6 · Cavalier noir sur case blanche g6 · Dame blanche sur case noire g5 · Pion blanc sur case noire d4 · Pion noir sur case blanche e4 · Pion blanc sur case noire a3 · Pion blanc sur case noire c3 · Pion blanc sur case blanche f3 · Cavalier blanc sur case noire g3 · Pion blanc sur case blanche c2 · Fou blanc sur case noire d2 · Fou blanc sur case blanche e2 · Pion blanc sur case blanche g2 · Pion blanc sur case noire h2 · Tour blanche sur case noire a1 · Tour blanche sur case blanche f1 · Roi blanc sur case noire g1 | Roi noir sur case blanche c8 · Tour noire sur case blanche g8 · Tour noire sur case noire h8 · Pion noir sur case noire a7 · Fou noir sur case blanche b7 · Pion noir sur case noire c7 · Dame noire sur case noire e7 · Pion noir sur case blanche f7 · Pion noir sur case noire b6 · Pion noir sur case blanche e6 · Cavalier noir sur case noire f6 · Cavalier noir sur case blanche g6 · Dame blanche sur case noire g5 · Pion blanc sur case noire d4 · Pion noir sur case blanche e4 · Pion blanc sur case noire a3 · Pion blanc sur case noire c3 · Pion blanc sur case blanche f3 · Cavalier blanc sur case noire g3 · Pion blanc sur case blanche c2 · Fou blanc sur case noire d2 · Fou blanc sur case blanche e2 · Pion blanc sur case blanche g2 · Pion blanc sur case noire h2 · Tour blanche sur case noire a1 · Tour blanche sur case blanche f1 · Roi blanc sur case noire g1 | Roi noir sur case blanche c8 · Tour noire sur case blanche g8 · Tour noire sur case noire h8 · Pion noir sur case noire a7 · Fou noir sur case blanche b7 · Pion noir sur case noire c7 · Dame noire sur case noire e7 · Pion noir sur case blanche f7 · Pion noir sur case noire b6 · Pion noir sur case blanche e6 · Cavalier noir sur case noire f6 · Cavalier noir sur case blanche g6 · Dame blanche sur case noire g5 · Pion blanc sur case noire d4 · Pion noir sur case blanche e4 · Pion blanc sur case noire a3 · Pion blanc sur case noire c3 · Pion blanc sur case blanche f3 · Cavalier blanc sur case noire g3 · Pion blanc sur case blanche c2 · Fou blanc sur case noire d2 · Fou blanc sur case blanche e2 · Pion blanc sur case blanche g2 · Pion blanc sur case noire h2 · Tour blanche sur case noire a1 · Tour blanche sur case blanche f1 · Roi blanc sur case noire g1 | Roi noir sur case blanche c8 · Tour noire sur case blanche g8 · Tour noire sur case noire h8 · Pion noir sur case noire a7 · Fou noir sur case blanche b7 · Pion noir sur case noire c7 · Dame noire sur case noire e7 · Pion noir sur case blanche f7 · Pion noir sur case noire b6 · Pion noir sur case blanche e6 · Cavalier noir sur case noire f6 · Cavalier noir sur case blanche g6 · Dame blanche sur case noire g5 · Pion blanc sur case noire d4 · Pion noir sur case blanche e4 · Pion blanc sur case noire a3 · Pion blanc sur case noire c3 · Pion blanc sur case blanche f3 · Cavalier blanc sur case noire g3 · Pion blanc sur case blanche c2 · Fou blanc sur case noire d2 · Fou blanc sur case blanche e2 · Pion blanc sur case blanche g2 · Pion blanc sur case noire h2 · Tour blanche sur case noire a1 · Tour blanche sur case blanche f1 · Roi blanc sur case noire g1 | Roi noir sur case blanche c8 · Tour noire sur case blanche g8 · Tour noire sur case noire h8 · Pion noir sur case noire a7 · Fou noir sur case blanche b7 · Pion noir sur case noire c7 · Dame noire sur case noire e7 · Pion noir sur case blanche f7 · Pion noir sur case noire b6 · Pion noir sur case blanche e6 · Cavalier noir sur case noire f6 · Cavalier noir sur case blanche g6 · Dame blanche sur case noire g5 · Pion blanc sur case noire d4 · Pion noir sur case blanche e4 · Pion blanc sur case noire a3 · Pion blanc sur case noire c3 · Pion blanc sur case blanche f3 · Cavalier blanc sur case noire g3 · Pion blanc sur case blanche c2 · Fou blanc sur case noire d2 · Fou blanc sur case blanche e2 · Pion blanc sur case blanche g2 · Pion blanc sur case noire h2 · Tour blanche sur case noire a1 · Tour blanche sur case blanche f1 · Roi blanc sur case noire g1 | Roi noir sur case blanche c8 · Tour noire sur case blanche g8 · Tour noire sur case noire h8 · Pion noir sur case noire a7 · Fou noir sur case blanche b7 · Pion noir sur case noire c7 · Dame noire sur case noire e7 · Pion noir sur case blanche f7 · Pion noir sur case noire b6 · Pion noir sur case blanche e6 · Cavalier noir sur case noire f6 · Cavalier noir sur case blanche g6 · Dame blanche sur case noire g5 · Pion blanc sur case noire d4 · Pion noir sur case blanche e4 · Pion blanc sur case noire a3 · Pion blanc sur case noire c3 · Pion blanc sur case blanche f3 · Cavalier blanc sur case noire g3 · Pion blanc sur case blanche c2 · Fou blanc sur case noire d2 · Fou blanc sur case blanche e2 · Pion blanc sur case blanche g2 · Pion blanc sur case noire h2 · Tour blanche sur case noire a1 · Tour blanche sur case blanche f1 · Roi blanc sur case noire g1 | 4 |
| 3 | Roi noir sur case blanche c8 · Tour noire sur case blanche g8 · Tour noire sur case noire h8 · Pion noir sur case noire a7 · Fou noir sur case blanche b7 · Pion noir sur case noire c7 · Dame noire sur case noire e7 · Pion noir sur case blanche f7 · Pion noir sur case noire b6 · Pion noir sur case blanche e6 · Cavalier noir sur case noire f6 · Cavalier noir sur case blanche g6 · Dame blanche sur case noire g5 · Pion blanc sur case noire d4 · Pion noir sur case blanche e4 · Pion blanc sur case noire a3 · Pion blanc sur case noire c3 · Pion blanc sur case blanche f3 · Cavalier blanc sur case noire g3 · Pion blanc sur case blanche c2 · Fou blanc sur case noire d2 · Fou blanc sur case blanche e2 · Pion blanc sur case blanche g2 · Pion blanc sur case noire h2 · Tour blanche sur case noire a1 · Tour blanche sur case blanche f1 · Roi blanc sur case noire g1 | Roi noir sur case blanche c8 · Tour noire sur case blanche g8 · Tour noire sur case noire h8 · Pion noir sur case noire a7 · Fou noir sur case blanche b7 · Pion noir sur case noire c7 · Dame noire sur case noire e7 · Pion noir sur case blanche f7 · Pion noir sur case noire b6 · Pion noir sur case blanche e6 · Cavalier noir sur case noire f6 · Cavalier noir sur case blanche g6 · Dame blanche sur case noire g5 · Pion blanc sur case noire d4 · Pion noir sur case blanche e4 · Pion blanc sur case noire a3 · Pion blanc sur case noire c3 · Pion blanc sur case blanche f3 · Cavalier blanc sur case noire g3 · Pion blanc sur case blanche c2 · Fou blanc sur case noire d2 · Fou blanc sur case blanche e2 · Pion blanc sur case blanche g2 · Pion blanc sur case noire h2 · Tour blanche sur case noire a1 · Tour blanche sur case blanche f1 · Roi blanc sur case noire g1 | Roi noir sur case blanche c8 · Tour noire sur case blanche g8 · Tour noire sur case noire h8 · Pion noir sur case noire a7 · Fou noir sur case blanche b7 · Pion noir sur case noire c7 · Dame noire sur case noire e7 · Pion noir sur case blanche f7 · Pion noir sur case noire b6 · Pion noir sur case blanche e6 · Cavalier noir sur case noire f6 · Cavalier noir sur case blanche g6 · Dame blanche sur case noire g5 · Pion blanc sur case noire d4 · Pion noir sur case blanche e4 · Pion blanc sur case noire a3 · Pion blanc sur case noire c3 · Pion blanc sur case blanche f3 · Cavalier blanc sur case noire g3 · Pion blanc sur case blanche c2 · Fou blanc sur case noire d2 · Fou blanc sur case blanche e2 · Pion blanc sur case blanche g2 · Pion blanc sur case noire h2 · Tour blanche sur case noire a1 · Tour blanche sur case blanche f1 · Roi blanc sur case noire g1 | Roi noir sur case blanche c8 · Tour noire sur case blanche g8 · Tour noire sur case noire h8 · Pion noir sur case noire a7 · Fou noir sur case blanche b7 · Pion noir sur case noire c7 · Dame noire sur case noire e7 · Pion noir sur case blanche f7 · Pion noir sur case noire b6 · Pion noir sur case blanche e6 · Cavalier noir sur case noire f6 · Cavalier noir sur case blanche g6 · Dame blanche sur case noire g5 · Pion blanc sur case noire d4 · Pion noir sur case blanche e4 · Pion blanc sur case noire a3 · Pion blanc sur case noire c3 · Pion blanc sur case blanche f3 · Cavalier blanc sur case noire g3 · Pion blanc sur case blanche c2 · Fou blanc sur case noire d2 · Fou blanc sur case blanche e2 · Pion blanc sur case blanche g2 · Pion blanc sur case noire h2 · Tour blanche sur case noire a1 · Tour blanche sur case blanche f1 · Roi blanc sur case noire g1 | Roi noir sur case blanche c8 · Tour noire sur case blanche g8 · Tour noire sur case noire h8 · Pion noir sur case noire a7 · Fou noir sur case blanche b7 · Pion noir sur case noire c7 · Dame noire sur case noire e7 · Pion noir sur case blanche f7 · Pion noir sur case noire b6 · Pion noir sur case blanche e6 · Cavalier noir sur case noire f6 · Cavalier noir sur case blanche g6 · Dame blanche sur case noire g5 · Pion blanc sur case noire d4 · Pion noir sur case blanche e4 · Pion blanc sur case noire a3 · Pion blanc sur case noire c3 · Pion blanc sur case blanche f3 · Cavalier blanc sur case noire g3 · Pion blanc sur case blanche c2 · Fou blanc sur case noire d2 · Fou blanc sur case blanche e2 · Pion blanc sur case blanche g2 · Pion blanc sur case noire h2 · Tour blanche sur case noire a1 · Tour blanche sur case blanche f1 · Roi blanc sur case noire g1 | Roi noir sur case blanche c8 · Tour noire sur case blanche g8 · Tour noire sur case noire h8 · Pion noir sur case noire a7 · Fou noir sur case blanche b7 · Pion noir sur case noire c7 · Dame noire sur case noire e7 · Pion noir sur case blanche f7 · Pion noir sur case noire b6 · Pion noir sur case blanche e6 · Cavalier noir sur case noire f6 · Cavalier noir sur case blanche g6 · Dame blanche sur case noire g5 · Pion blanc sur case noire d4 · Pion noir sur case blanche e4 · Pion blanc sur case noire a3 · Pion blanc sur case noire c3 · Pion blanc sur case blanche f3 · Cavalier blanc sur case noire g3 · Pion blanc sur case blanche c2 · Fou blanc sur case noire d2 · Fou blanc sur case blanche e2 · Pion blanc sur case blanche g2 · Pion blanc sur case noire h2 · Tour blanche sur case noire a1 · Tour blanche sur case blanche f1 · Roi blanc sur case noire g1 | Roi noir sur case blanche c8 · Tour noire sur case blanche g8 · Tour noire sur case noire h8 · Pion noir sur case noire a7 · Fou noir sur case blanche b7 · Pion noir sur case noire c7 · Dame noire sur case noire e7 · Pion noir sur case blanche f7 · Pion noir sur case noire b6 · Pion noir sur case blanche e6 · Cavalier noir sur case noire f6 · Cavalier noir sur case blanche g6 · Dame blanche sur case noire g5 · Pion blanc sur case noire d4 · Pion noir sur case blanche e4 · Pion blanc sur case noire a3 · Pion blanc sur case noire c3 · Pion blanc sur case blanche f3 · Cavalier blanc sur case noire g3 · Pion blanc sur case blanche c2 · Fou blanc sur case noire d2 · Fou blanc sur case blanche e2 · Pion blanc sur case blanche g2 · Pion blanc sur case noire h2 · Tour blanche sur case noire a1 · Tour blanche sur case blanche f1 · Roi blanc sur case noire g1 | Roi noir sur case blanche c8 · Tour noire sur case blanche g8 · Tour noire sur case noire h8 · Pion noir sur case noire a7 · Fou noir sur case blanche b7 · Pion noir sur case noire c7 · Dame noire sur case noire e7 · Pion noir sur case blanche f7 · Pion noir sur case noire b6 · Pion noir sur case blanche e6 · Cavalier noir sur case noire f6 · Cavalier noir sur case blanche g6 · Dame blanche sur case noire g5 · Pion blanc sur case noire d4 · Pion noir sur case blanche e4 · Pion blanc sur case noire a3 · Pion blanc sur case noire c3 · Pion blanc sur case blanche f3 · Cavalier blanc sur case noire g3 · Pion blanc sur case blanche c2 · Fou blanc sur case noire d2 · Fou blanc sur case blanche e2 · Pion blanc sur case blanche g2 · Pion blanc sur case noire h2 · Tour blanche sur case noire a1 · Tour blanche sur case blanche f1 · Roi blanc sur case noire g1 | 3 |
| 2 | Roi noir sur case blanche c8 · Tour noire sur case blanche g8 · Tour noire sur case noire h8 · Pion noir sur case noire a7 · Fou noir sur case blanche b7 · Pion noir sur case noire c7 · Dame noire sur case noire e7 · Pion noir sur case blanche f7 · Pion noir sur case noire b6 · Pion noir sur case blanche e6 · Cavalier noir sur case noire f6 · Cavalier noir sur case blanche g6 · Dame blanche sur case noire g5 · Pion blanc sur case noire d4 · Pion noir sur case blanche e4 · Pion blanc sur case noire a3 · Pion blanc sur case noire c3 · Pion blanc sur case blanche f3 · Cavalier blanc sur case noire g3 · Pion blanc sur case blanche c2 · Fou blanc sur case noire d2 · Fou blanc sur case blanche e2 · Pion blanc sur case blanche g2 · Pion blanc sur case noire h2 · Tour blanche sur case noire a1 · Tour blanche sur case blanche f1 · Roi blanc sur case noire g1 | Roi noir sur case blanche c8 · Tour noire sur case blanche g8 · Tour noire sur case noire h8 · Pion noir sur case noire a7 · Fou noir sur case blanche b7 · Pion noir sur case noire c7 · Dame noire sur case noire e7 · Pion noir sur case blanche f7 · Pion noir sur case noire b6 · Pion noir sur case blanche e6 · Cavalier noir sur case noire f6 · Cavalier noir sur case blanche g6 · Dame blanche sur case noire g5 · Pion blanc sur case noire d4 · Pion noir sur case blanche e4 · Pion blanc sur case noire a3 · Pion blanc sur case noire c3 · Pion blanc sur case blanche f3 · Cavalier blanc sur case noire g3 · Pion blanc sur case blanche c2 · Fou blanc sur case noire d2 · Fou blanc sur case blanche e2 · Pion blanc sur case blanche g2 · Pion blanc sur case noire h2 · Tour blanche sur case noire a1 · Tour blanche sur case blanche f1 · Roi blanc sur case noire g1 | Roi noir sur case blanche c8 · Tour noire sur case blanche g8 · Tour noire sur case noire h8 · Pion noir sur case noire a7 · Fou noir sur case blanche b7 · Pion noir sur case noire c7 · Dame noire sur case noire e7 · Pion noir sur case blanche f7 · Pion noir sur case noire b6 · Pion noir sur case blanche e6 · Cavalier noir sur case noire f6 · Cavalier noir sur case blanche g6 · Dame blanche sur case noire g5 · Pion blanc sur case noire d4 · Pion noir sur case blanche e4 · Pion blanc sur case noire a3 · Pion blanc sur case noire c3 · Pion blanc sur case blanche f3 · Cavalier blanc sur case noire g3 · Pion blanc sur case blanche c2 · Fou blanc sur case noire d2 · Fou blanc sur case blanche e2 · Pion blanc sur case blanche g2 · Pion blanc sur case noire h2 · Tour blanche sur case noire a1 · Tour blanche sur case blanche f1 · Roi blanc sur case noire g1 | Roi noir sur case blanche c8 · Tour noire sur case blanche g8 · Tour noire sur case noire h8 · Pion noir sur case noire a7 · Fou noir sur case blanche b7 · Pion noir sur case noire c7 · Dame noire sur case noire e7 · Pion noir sur case blanche f7 · Pion noir sur case noire b6 · Pion noir sur case blanche e6 · Cavalier noir sur case noire f6 · Cavalier noir sur case blanche g6 · Dame blanche sur case noire g5 · Pion blanc sur case noire d4 · Pion noir sur case blanche e4 · Pion blanc sur case noire a3 · Pion blanc sur case noire c3 · Pion blanc sur case blanche f3 · Cavalier blanc sur case noire g3 · Pion blanc sur case blanche c2 · Fou blanc sur case noire d2 · Fou blanc sur case blanche e2 · Pion blanc sur case blanche g2 · Pion blanc sur case noire h2 · Tour blanche sur case noire a1 · Tour blanche sur case blanche f1 · Roi blanc sur case noire g1 | Roi noir sur case blanche c8 · Tour noire sur case blanche g8 · Tour noire sur case noire h8 · Pion noir sur case noire a7 · Fou noir sur case blanche b7 · Pion noir sur case noire c7 · Dame noire sur case noire e7 · Pion noir sur case blanche f7 · Pion noir sur case noire b6 · Pion noir sur case blanche e6 · Cavalier noir sur case noire f6 · Cavalier noir sur case blanche g6 · Dame blanche sur case noire g5 · Pion blanc sur case noire d4 · Pion noir sur case blanche e4 · Pion blanc sur case noire a3 · Pion blanc sur case noire c3 · Pion blanc sur case blanche f3 · Cavalier blanc sur case noire g3 · Pion blanc sur case blanche c2 · Fou blanc sur case noire d2 · Fou blanc sur case blanche e2 · Pion blanc sur case blanche g2 · Pion blanc sur case noire h2 · Tour blanche sur case noire a1 · Tour blanche sur case blanche f1 · Roi blanc sur case noire g1 | Roi noir sur case blanche c8 · Tour noire sur case blanche g8 · Tour noire sur case noire h8 · Pion noir sur case noire a7 · Fou noir sur case blanche b7 · Pion noir sur case noire c7 · Dame noire sur case noire e7 · Pion noir sur case blanche f7 · Pion noir sur case noire b6 · Pion noir sur case blanche e6 · Cavalier noir sur case noire f6 · Cavalier noir sur case blanche g6 · Dame blanche sur case noire g5 · Pion blanc sur case noire d4 · Pion noir sur case blanche e4 · Pion blanc sur case noire a3 · Pion blanc sur case noire c3 · Pion blanc sur case blanche f3 · Cavalier blanc sur case noire g3 · Pion blanc sur case blanche c2 · Fou blanc sur case noire d2 · Fou blanc sur case blanche e2 · Pion blanc sur case blanche g2 · Pion blanc sur case noire h2 · Tour blanche sur case noire a1 · Tour blanche sur case blanche f1 · Roi blanc sur case noire g1 | Roi noir sur case blanche c8 · Tour noire sur case blanche g8 · Tour noire sur case noire h8 · Pion noir sur case noire a7 · Fou noir sur case blanche b7 · Pion noir sur case noire c7 · Dame noire sur case noire e7 · Pion noir sur case blanche f7 · Pion noir sur case noire b6 · Pion noir sur case blanche e6 · Cavalier noir sur case noire f6 · Cavalier noir sur case blanche g6 · Dame blanche sur case noire g5 · Pion blanc sur case noire d4 · Pion noir sur case blanche e4 · Pion blanc sur case noire a3 · Pion blanc sur case noire c3 · Pion blanc sur case blanche f3 · Cavalier blanc sur case noire g3 · Pion blanc sur case blanche c2 · Fou blanc sur case noire d2 · Fou blanc sur case blanche e2 · Pion blanc sur case blanche g2 · Pion blanc sur case noire h2 · Tour blanche sur case noire a1 · Tour blanche sur case blanche f1 · Roi blanc sur case noire g1 | Roi noir sur case blanche c8 · Tour noire sur case blanche g8 · Tour noire sur case noire h8 · Pion noir sur case noire a7 · Fou noir sur case blanche b7 · Pion noir sur case noire c7 · Dame noire sur case noire e7 · Pion noir sur case blanche f7 · Pion noir sur case noire b6 · Pion noir sur case blanche e6 · Cavalier noir sur case noire f6 · Cavalier noir sur case blanche g6 · Dame blanche sur case noire g5 · Pion blanc sur case noire d4 · Pion noir sur case blanche e4 · Pion blanc sur case noire a3 · Pion blanc sur case noire c3 · Pion blanc sur case blanche f3 · Cavalier blanc sur case noire g3 · Pion blanc sur case blanche c2 · Fou blanc sur case noire d2 · Fou blanc sur case blanche e2 · Pion blanc sur case blanche g2 · Pion blanc sur case noire h2 · Tour blanche sur case noire a1 · Tour blanche sur case blanche f1 · Roi blanc sur case noire g1 | 2 |
| 1 | Roi noir sur case blanche c8 · Tour noire sur case blanche g8 · Tour noire sur case noire h8 · Pion noir sur case noire a7 · Fou noir sur case blanche b7 · Pion noir sur case noire c7 · Dame noire sur case noire e7 · Pion noir sur case blanche f7 · Pion noir sur case noire b6 · Pion noir sur case blanche e6 · Cavalier noir sur case noire f6 · Cavalier noir sur case blanche g6 · Dame blanche sur case noire g5 · Pion blanc sur case noire d4 · Pion noir sur case blanche e4 · Pion blanc sur case noire a3 · Pion blanc sur case noire c3 · Pion blanc sur case blanche f3 · Cavalier blanc sur case noire g3 · Pion blanc sur case blanche c2 · Fou blanc sur case noire d2 · Fou blanc sur case blanche e2 · Pion blanc sur case blanche g2 · Pion blanc sur case noire h2 · Tour blanche sur case noire a1 · Tour blanche sur case blanche f1 · Roi blanc sur case noire g1 | Roi noir sur case blanche c8 · Tour noire sur case blanche g8 · Tour noire sur case noire h8 · Pion noir sur case noire a7 · Fou noir sur case blanche b7 · Pion noir sur case noire c7 · Dame noire sur case noire e7 · Pion noir sur case blanche f7 · Pion noir sur case noire b6 · Pion noir sur case blanche e6 · Cavalier noir sur case noire f6 · Cavalier noir sur case blanche g6 · Dame blanche sur case noire g5 · Pion blanc sur case noire d4 · Pion noir sur case blanche e4 · Pion blanc sur case noire a3 · Pion blanc sur case noire c3 · Pion blanc sur case blanche f3 · Cavalier blanc sur case noire g3 · Pion blanc sur case blanche c2 · Fou blanc sur case noire d2 · Fou blanc sur case blanche e2 · Pion blanc sur case blanche g2 · Pion blanc sur case noire h2 · Tour blanche sur case noire a1 · Tour blanche sur case blanche f1 · Roi blanc sur case noire g1 | Roi noir sur case blanche c8 · Tour noire sur case blanche g8 · Tour noire sur case noire h8 · Pion noir sur case noire a7 · Fou noir sur case blanche b7 · Pion noir sur case noire c7 · Dame noire sur case noire e7 · Pion noir sur case blanche f7 · Pion noir sur case noire b6 · Pion noir sur case blanche e6 · Cavalier noir sur case noire f6 · Cavalier noir sur case blanche g6 · Dame blanche sur case noire g5 · Pion blanc sur case noire d4 · Pion noir sur case blanche e4 · Pion blanc sur case noire a3 · Pion blanc sur case noire c3 · Pion blanc sur case blanche f3 · Cavalier blanc sur case noire g3 · Pion blanc sur case blanche c2 · Fou blanc sur case noire d2 · Fou blanc sur case blanche e2 · Pion blanc sur case blanche g2 · Pion blanc sur case noire h2 · Tour blanche sur case noire a1 · Tour blanche sur case blanche f1 · Roi blanc sur case noire g1 | Roi noir sur case blanche c8 · Tour noire sur case blanche g8 · Tour noire sur case noire h8 · Pion noir sur case noire a7 · Fou noir sur case blanche b7 · Pion noir sur case noire c7 · Dame noire sur case noire e7 · Pion noir sur case blanche f7 · Pion noir sur case noire b6 · Pion noir sur case blanche e6 · Cavalier noir sur case noire f6 · Cavalier noir sur case blanche g6 · Dame blanche sur case noire g5 · Pion blanc sur case noire d4 · Pion noir sur case blanche e4 · Pion blanc sur case noire a3 · Pion blanc sur case noire c3 · Pion blanc sur case blanche f3 · Cavalier blanc sur case noire g3 · Pion blanc sur case blanche c2 · Fou blanc sur case noire d2 · Fou blanc sur case blanche e2 · Pion blanc sur case blanche g2 · Pion blanc sur case noire h2 · Tour blanche sur case noire a1 · Tour blanche sur case blanche f1 · Roi blanc sur case noire g1 | Roi noir sur case blanche c8 · Tour noire sur case blanche g8 · Tour noire sur case noire h8 · Pion noir sur case noire a7 · Fou noir sur case blanche b7 · Pion noir sur case noire c7 · Dame noire sur case noire e7 · Pion noir sur case blanche f7 · Pion noir sur case noire b6 · Pion noir sur case blanche e6 · Cavalier noir sur case noire f6 · Cavalier noir sur case blanche g6 · Dame blanche sur case noire g5 · Pion blanc sur case noire d4 · Pion noir sur case blanche e4 · Pion blanc sur case noire a3 · Pion blanc sur case noire c3 · Pion blanc sur case blanche f3 · Cavalier blanc sur case noire g3 · Pion blanc sur case blanche c2 · Fou blanc sur case noire d2 · Fou blanc sur case blanche e2 · Pion blanc sur case blanche g2 · Pion blanc sur case noire h2 · Tour blanche sur case noire a1 · Tour blanche sur case blanche f1 · Roi blanc sur case noire g1 | Roi noir sur case blanche c8 · Tour noire sur case blanche g8 · Tour noire sur case noire h8 · Pion noir sur case noire a7 · Fou noir sur case blanche b7 · Pion noir sur case noire c7 · Dame noire sur case noire e7 · Pion noir sur case blanche f7 · Pion noir sur case noire b6 · Pion noir sur case blanche e6 · Cavalier noir sur case noire f6 · Cavalier noir sur case blanche g6 · Dame blanche sur case noire g5 · Pion blanc sur case noire d4 · Pion noir sur case blanche e4 · Pion blanc sur case noire a3 · Pion blanc sur case noire c3 · Pion blanc sur case blanche f3 · Cavalier blanc sur case noire g3 · Pion blanc sur case blanche c2 · Fou blanc sur case noire d2 · Fou blanc sur case blanche e2 · Pion blanc sur case blanche g2 · Pion blanc sur case noire h2 · Tour blanche sur case noire a1 · Tour blanche sur case blanche f1 · Roi blanc sur case noire g1 | Roi noir sur case blanche c8 · Tour noire sur case blanche g8 · Tour noire sur case noire h8 · Pion noir sur case noire a7 · Fou noir sur case blanche b7 · Pion noir sur case noire c7 · Dame noire sur case noire e7 · Pion noir sur case blanche f7 · Pion noir sur case noire b6 · Pion noir sur case blanche e6 · Cavalier noir sur case noire f6 · Cavalier noir sur case blanche g6 · Dame blanche sur case noire g5 · Pion blanc sur case noire d4 · Pion noir sur case blanche e4 · Pion blanc sur case noire a3 · Pion blanc sur case noire c3 · Pion blanc sur case blanche f3 · Cavalier blanc sur case noire g3 · Pion blanc sur case blanche c2 · Fou blanc sur case noire d2 · Fou blanc sur case blanche e2 · Pion blanc sur case blanche g2 · Pion blanc sur case noire h2 · Tour blanche sur case noire a1 · Tour blanche sur case blanche f1 · Roi blanc sur case noire g1 | Roi noir sur case blanche c8 · Tour noire sur case blanche g8 · Tour noire sur case noire h8 · Pion noir sur case noire a7 · Fou noir sur case blanche b7 · Pion noir sur case noire c7 · Dame noire sur case noire e7 · Pion noir sur case blanche f7 · Pion noir sur case noire b6 · Pion noir sur case blanche e6 · Cavalier noir sur case noire f6 · Cavalier noir sur case blanche g6 · Dame blanche sur case noire g5 · Pion blanc sur case noire d4 · Pion noir sur case blanche e4 · Pion blanc sur case noire a3 · Pion blanc sur case noire c3 · Pion blanc sur case blanche f3 · Cavalier blanc sur case noire g3 · Pion blanc sur case blanche c2 · Fou blanc sur case noire d2 · Fou blanc sur case blanche e2 · Pion blanc sur case blanche g2 · Pion blanc sur case noire h2 · Tour blanche sur case noire a1 · Tour blanche sur case blanche f1 · Roi blanc sur case noire g1 | 1 |
|   | a | b | c | d | e | f | g | h |   |

Friedel présente la partie suivante comme un exemple de collusion entre des joueurs. Lors de la ronde 8 du tournoi de Zagreb, en 1970, Bobby Fischer, avec les Blancs, obtint la position ci-contre contre Vlatko Kovačević.
Le coup 18. ..Ch4, laissant la tour g8 attaquer la dame blanche, semble très fort pour les noirs, car après 19. De5 Cd7 20. Df4 Cxg2 21. Rxg2 Th4, la dame blanche est perdue. En effet, sa seule case de fuite est e3, mais 22. De3 se heurte à 22. ..Txh2+ 23. Rxh2 Dh4+ 24. Rg1 Txg3+ 25. Rf2 Tg8, mat.

Friedel reprend le récit que fit Viktor Kortchnoï, qui participait au tournoi, des événements dans son autobiographie Chess is my life : Tigran Petrossian et Kortchnoï, qui suivaient la partie, virent que cette variante ne marchait pas : après 18. ..Ch4, Fischer pouvait jouer 19. fxe4!, laissant la tour prendre la dame car après 19. ..Txg5 Fxg5, les Blancs sont gagnants. Kortchnoï écrivit dans Chess is my Life : 

« "How interesting!" I said aloud, "Fischer is allowing him to win the queen, but if Kovacevic accepts the "gift", he may even lose!" (« Comme c'est intéressant ! » j'ai dit à voix haute : « Fischer lui permet de gagner la dame, mais si Kovacevic accepte le "cadeau", il risque quand même de perdre ! » »

Selon Kortchnoï, sans l'aval des joueurs, la femme de Petrossian qui suivait la discussion se serait approchée de Kovacevic et lui aurait soufflé cette analyse. Kovacevic joua 18. ..e3 et gagna la partie, infligeant à Fischer sa seule défaite du tournoi. Kortchnoï reconnut toutefois que, même sans l'aide de la femme de Petrossian, Kovacevic aurait trouvé le piège.
Selon Kovacevic dans une interview, alors qu'il marchait pour se concentrer et trouver la suite à adopter dans cette partie, la femme de Petrossian l'aurait effectivement approché et lui aurait soufflé quelques mots en russe, mots qu'il n'aurait pas compris car il ne parlait pas russe, et il aurait trouvé le coup correct seul.
En 1972, le grand maître William Lombardy (secondant de Fischer à l’époque) présenta la même position dans son livre, Modern Chess Opening Traps, ne mentionnant aucun problème concernant cette partie.

### Utilisation d'une machine électronique par des grands maîtres
Des machines miniaturisées permettent de tricher de deux façons différentes : en utilisant un programme d'échecs hors de la vue de témoins (par exemple aux toilettes), ou en communiquant avec un complice. Plusieurs joueurs ont été repérés pour de tels agissements, mais n'ont pas toujours été sanctionnés,,,. Ce type de tricherie se rencontre aussi lors de compétitions sur Internet.
En 2015, un cas de triche au téléphone portable est repéré par la Commission prévue à cet effet par la FIDE, commis par Gaioz Nigalidze,. Le 24 décembre 2015, la commission d'éthique de la FIDE lui inflige une suspension de 3 ans, de 15 ans en cas de future récidive : il ne peut rejouer une partie d'échecs officielle qu'à partir du 5 septembre 2018. Gaioz Nigalidze perd également son titre de grand maître international.
En 2019, le grand maître international Igors Rausis fut surpris par la police en train d'utiliser un smartphone dans les toilettes pendant l'Open de Strasbourg. Il reconnut avoir triché et annonça son retrait des échecs. La Fédération internationale des échecs (FIDE) le soupçonnait de tricher depuis plusieurs mois. Il est banni des compétitions officielles (enregistrées auprès de la FIDE) pendant six ans et son titre de grand maître international lui est retiré par la commission d'éthique de la FIDE.

### Envoi des coups par SMS: affaire de l'Olympiade d'échecs 2010
Le 22 décembre 2010 la Fédération française des échecs (FFE) engage une action disciplinaire contre les grands maîtres internationaux Sébastien Feller et Arnaud Hauchard, ainsi que contre le maître international Cyril Marzolo, pour des soupçons de « triche organisée, manquement grave à l'éthique sportive, atteinte portée à l'image de l'équipe nationale olympique, dans le cadre de l'Olympiade d'échecs de 2010. »
À la suite de l'Olympiade d'échecs à Khanty-Mansiïsk, Cyril Marzolo est en effet accusé d'avoir analysé les parties sur ordinateur et envoyé les coups à jouer par SMS à Arnaud Hauchard, le capitaine de l'équipe de France, de manière codée (sous forme de numéros de téléphone, certains chiffres représentant le numéro des coups, d'autres les cases de départ et d'arrivée). Arnaud Hauchard les transmettait à Sébastien Feller. Pour ce faire, il se déplaçait dans la salle et sa position indiquait le coup à jouer (chaque joueur de l'équipe de France ou de l'équipe adverse représentait un chiffre ou une lettre, en s'arrêtant un moment derrière lui, Hauchard le désignait à Feller). Sébastien Feller a accompli dans cette Olympiade « une performance hors du commun », lui valant une médaille olympique.
Bien que la FFE ait été déboutée de son action pour obtenir le relevé détaillé des communications par SMS entre Cyril Marzolo et Arnaud Hauchard en mars 2011, sa commission de discipline condamne les trois joueurs en première instance puis en appel : en mai 2011, Feller et Marzolo sont suspendus pour cinq ans, Hauchard pour trois ans. Ayant été saisi, le Comité national olympique et sportif français maintient ces sanctions. En 2012, la Commission d'éthique de la FIDE suspend finalement Arnaud Hauchard pour 3 ans, Sébastien Feller pour 2 ans et 9 mois et Cyril Marzolo pour 1 an et 6 mois, cette dernière peine étant considérée comme purgée. Arnaud Hauchard et Sébastien Feller intentent un recours en justice, et la cour d'appel de Versailles finit par confirmer, en novembre 2012, que les joueurs sont autorisés à participer à des tournois organisés par la FFE mais non à ceux qui seraient homologués par la FIDE.
Le 28 mai 2019, Feller, Hauchard et Marzolo sont condamnés par le tribunal correctionnel de Thionville à 6 mois d'emprisonnement avec sursis pour avoir triché lors de l'Olympiade de Khanty-Mansiïsk, faits qualifiés d'« escroquerie ». Chacun des trois accusés doit aussi verser 1 euro de dommages et intérêts à la FFE.

### Hans Niemann
Le grand maître international Hans Niemann aurait triché dans 112 parties en ligne entre 2015 et 2020. Il est accusé publiquement de tricherie par le champion du monde en titre Magnus Carlsen en septembre 2022,.

### Championnat de Roumanie 2023
Lors du championnat de Roumanie en 2023, et dans un contexte tendu depuis l'affaire des accusations de tricherie dans l'affaire Carlsen contre Niemann, un arbitre a retrouvé un téléphone dans les cabines de toilettes du tournoi, avec un programme d'échecs d'analyse d'une partie en cours. Ayant pu retrouver le propriétaire du téléphone, le joueur a été exclu du tournoi.

## Classement Elo et titre de la FIDE

### Alexandru Crisan
|   | a | b | c | d | e | f | g | h |   |
| 8 | Roi noir sur case noire f6 · Tour noire sur case noire e5 · Tour blanche sur case noire e3 · Pion blanc sur case blanche f3 · Roi blanc sur case blanche e2 | Roi noir sur case noire f6 · Tour noire sur case noire e5 · Tour blanche sur case noire e3 · Pion blanc sur case blanche f3 · Roi blanc sur case blanche e2 | Roi noir sur case noire f6 · Tour noire sur case noire e5 · Tour blanche sur case noire e3 · Pion blanc sur case blanche f3 · Roi blanc sur case blanche e2 | Roi noir sur case noire f6 · Tour noire sur case noire e5 · Tour blanche sur case noire e3 · Pion blanc sur case blanche f3 · Roi blanc sur case blanche e2 | Roi noir sur case noire f6 · Tour noire sur case noire e5 · Tour blanche sur case noire e3 · Pion blanc sur case blanche f3 · Roi blanc sur case blanche e2 | Roi noir sur case noire f6 · Tour noire sur case noire e5 · Tour blanche sur case noire e3 · Pion blanc sur case blanche f3 · Roi blanc sur case blanche e2 | Roi noir sur case noire f6 · Tour noire sur case noire e5 · Tour blanche sur case noire e3 · Pion blanc sur case blanche f3 · Roi blanc sur case blanche e2 | Roi noir sur case noire f6 · Tour noire sur case noire e5 · Tour blanche sur case noire e3 · Pion blanc sur case blanche f3 · Roi blanc sur case blanche e2 | 8 |
| 7 | Roi noir sur case noire f6 · Tour noire sur case noire e5 · Tour blanche sur case noire e3 · Pion blanc sur case blanche f3 · Roi blanc sur case blanche e2 | Roi noir sur case noire f6 · Tour noire sur case noire e5 · Tour blanche sur case noire e3 · Pion blanc sur case blanche f3 · Roi blanc sur case blanche e2 | Roi noir sur case noire f6 · Tour noire sur case noire e5 · Tour blanche sur case noire e3 · Pion blanc sur case blanche f3 · Roi blanc sur case blanche e2 | Roi noir sur case noire f6 · Tour noire sur case noire e5 · Tour blanche sur case noire e3 · Pion blanc sur case blanche f3 · Roi blanc sur case blanche e2 | Roi noir sur case noire f6 · Tour noire sur case noire e5 · Tour blanche sur case noire e3 · Pion blanc sur case blanche f3 · Roi blanc sur case blanche e2 | Roi noir sur case noire f6 · Tour noire sur case noire e5 · Tour blanche sur case noire e3 · Pion blanc sur case blanche f3 · Roi blanc sur case blanche e2 | Roi noir sur case noire f6 · Tour noire sur case noire e5 · Tour blanche sur case noire e3 · Pion blanc sur case blanche f3 · Roi blanc sur case blanche e2 | Roi noir sur case noire f6 · Tour noire sur case noire e5 · Tour blanche sur case noire e3 · Pion blanc sur case blanche f3 · Roi blanc sur case blanche e2 | 7 |
| 6 | Roi noir sur case noire f6 · Tour noire sur case noire e5 · Tour blanche sur case noire e3 · Pion blanc sur case blanche f3 · Roi blanc sur case blanche e2 | Roi noir sur case noire f6 · Tour noire sur case noire e5 · Tour blanche sur case noire e3 · Pion blanc sur case blanche f3 · Roi blanc sur case blanche e2 | Roi noir sur case noire f6 · Tour noire sur case noire e5 · Tour blanche sur case noire e3 · Pion blanc sur case blanche f3 · Roi blanc sur case blanche e2 | Roi noir sur case noire f6 · Tour noire sur case noire e5 · Tour blanche sur case noire e3 · Pion blanc sur case blanche f3 · Roi blanc sur case blanche e2 | Roi noir sur case noire f6 · Tour noire sur case noire e5 · Tour blanche sur case noire e3 · Pion blanc sur case blanche f3 · Roi blanc sur case blanche e2 | Roi noir sur case noire f6 · Tour noire sur case noire e5 · Tour blanche sur case noire e3 · Pion blanc sur case blanche f3 · Roi blanc sur case blanche e2 | Roi noir sur case noire f6 · Tour noire sur case noire e5 · Tour blanche sur case noire e3 · Pion blanc sur case blanche f3 · Roi blanc sur case blanche e2 | Roi noir sur case noire f6 · Tour noire sur case noire e5 · Tour blanche sur case noire e3 · Pion blanc sur case blanche f3 · Roi blanc sur case blanche e2 | 6 |
| 5 | Roi noir sur case noire f6 · Tour noire sur case noire e5 · Tour blanche sur case noire e3 · Pion blanc sur case blanche f3 · Roi blanc sur case blanche e2 | Roi noir sur case noire f6 · Tour noire sur case noire e5 · Tour blanche sur case noire e3 · Pion blanc sur case blanche f3 · Roi blanc sur case blanche e2 | Roi noir sur case noire f6 · Tour noire sur case noire e5 · Tour blanche sur case noire e3 · Pion blanc sur case blanche f3 · Roi blanc sur case blanche e2 | Roi noir sur case noire f6 · Tour noire sur case noire e5 · Tour blanche sur case noire e3 · Pion blanc sur case blanche f3 · Roi blanc sur case blanche e2 | Roi noir sur case noire f6 · Tour noire sur case noire e5 · Tour blanche sur case noire e3 · Pion blanc sur case blanche f3 · Roi blanc sur case blanche e2 | Roi noir sur case noire f6 · Tour noire sur case noire e5 · Tour blanche sur case noire e3 · Pion blanc sur case blanche f3 · Roi blanc sur case blanche e2 | Roi noir sur case noire f6 · Tour noire sur case noire e5 · Tour blanche sur case noire e3 · Pion blanc sur case blanche f3 · Roi blanc sur case blanche e2 | Roi noir sur case noire f6 · Tour noire sur case noire e5 · Tour blanche sur case noire e3 · Pion blanc sur case blanche f3 · Roi blanc sur case blanche e2 | 5 |
| 4 | Roi noir sur case noire f6 · Tour noire sur case noire e5 · Tour blanche sur case noire e3 · Pion blanc sur case blanche f3 · Roi blanc sur case blanche e2 | Roi noir sur case noire f6 · Tour noire sur case noire e5 · Tour blanche sur case noire e3 · Pion blanc sur case blanche f3 · Roi blanc sur case blanche e2 | Roi noir sur case noire f6 · Tour noire sur case noire e5 · Tour blanche sur case noire e3 · Pion blanc sur case blanche f3 · Roi blanc sur case blanche e2 | Roi noir sur case noire f6 · Tour noire sur case noire e5 · Tour blanche sur case noire e3 · Pion blanc sur case blanche f3 · Roi blanc sur case blanche e2 | Roi noir sur case noire f6 · Tour noire sur case noire e5 · Tour blanche sur case noire e3 · Pion blanc sur case blanche f3 · Roi blanc sur case blanche e2 | Roi noir sur case noire f6 · Tour noire sur case noire e5 · Tour blanche sur case noire e3 · Pion blanc sur case blanche f3 · Roi blanc sur case blanche e2 | Roi noir sur case noire f6 · Tour noire sur case noire e5 · Tour blanche sur case noire e3 · Pion blanc sur case blanche f3 · Roi blanc sur case blanche e2 | Roi noir sur case noire f6 · Tour noire sur case noire e5 · Tour blanche sur case noire e3 · Pion blanc sur case blanche f3 · Roi blanc sur case blanche e2 | 4 |
| 3 | Roi noir sur case noire f6 · Tour noire sur case noire e5 · Tour blanche sur case noire e3 · Pion blanc sur case blanche f3 · Roi blanc sur case blanche e2 | Roi noir sur case noire f6 · Tour noire sur case noire e5 · Tour blanche sur case noire e3 · Pion blanc sur case blanche f3 · Roi blanc sur case blanche e2 | Roi noir sur case noire f6 · Tour noire sur case noire e5 · Tour blanche sur case noire e3 · Pion blanc sur case blanche f3 · Roi blanc sur case blanche e2 | Roi noir sur case noire f6 · Tour noire sur case noire e5 · Tour blanche sur case noire e3 · Pion blanc sur case blanche f3 · Roi blanc sur case blanche e2 | Roi noir sur case noire f6 · Tour noire sur case noire e5 · Tour blanche sur case noire e3 · Pion blanc sur case blanche f3 · Roi blanc sur case blanche e2 | Roi noir sur case noire f6 · Tour noire sur case noire e5 · Tour blanche sur case noire e3 · Pion blanc sur case blanche f3 · Roi blanc sur case blanche e2 | Roi noir sur case noire f6 · Tour noire sur case noire e5 · Tour blanche sur case noire e3 · Pion blanc sur case blanche f3 · Roi blanc sur case blanche e2 | Roi noir sur case noire f6 · Tour noire sur case noire e5 · Tour blanche sur case noire e3 · Pion blanc sur case blanche f3 · Roi blanc sur case blanche e2 | 3 |
| 2 | Roi noir sur case noire f6 · Tour noire sur case noire e5 · Tour blanche sur case noire e3 · Pion blanc sur case blanche f3 · Roi blanc sur case blanche e2 | Roi noir sur case noire f6 · Tour noire sur case noire e5 · Tour blanche sur case noire e3 · Pion blanc sur case blanche f3 · Roi blanc sur case blanche e2 | Roi noir sur case noire f6 · Tour noire sur case noire e5 · Tour blanche sur case noire e3 · Pion blanc sur case blanche f3 · Roi blanc sur case blanche e2 | Roi noir sur case noire f6 · Tour noire sur case noire e5 · Tour blanche sur case noire e3 · Pion blanc sur case blanche f3 · Roi blanc sur case blanche e2 | Roi noir sur case noire f6 · Tour noire sur case noire e5 · Tour blanche sur case noire e3 · Pion blanc sur case blanche f3 · Roi blanc sur case blanche e2 | Roi noir sur case noire f6 · Tour noire sur case noire e5 · Tour blanche sur case noire e3 · Pion blanc sur case blanche f3 · Roi blanc sur case blanche e2 | Roi noir sur case noire f6 · Tour noire sur case noire e5 · Tour blanche sur case noire e3 · Pion blanc sur case blanche f3 · Roi blanc sur case blanche e2 | Roi noir sur case noire f6 · Tour noire sur case noire e5 · Tour blanche sur case noire e3 · Pion blanc sur case blanche f3 · Roi blanc sur case blanche e2 | 2 |
| 1 | Roi noir sur case noire f6 · Tour noire sur case noire e5 · Tour blanche sur case noire e3 · Pion blanc sur case blanche f3 · Roi blanc sur case blanche e2 | Roi noir sur case noire f6 · Tour noire sur case noire e5 · Tour blanche sur case noire e3 · Pion blanc sur case blanche f3 · Roi blanc sur case blanche e2 | Roi noir sur case noire f6 · Tour noire sur case noire e5 · Tour blanche sur case noire e3 · Pion blanc sur case blanche f3 · Roi blanc sur case blanche e2 | Roi noir sur case noire f6 · Tour noire sur case noire e5 · Tour blanche sur case noire e3 · Pion blanc sur case blanche f3 · Roi blanc sur case blanche e2 | Roi noir sur case noire f6 · Tour noire sur case noire e5 · Tour blanche sur case noire e3 · Pion blanc sur case blanche f3 · Roi blanc sur case blanche e2 | Roi noir sur case noire f6 · Tour noire sur case noire e5 · Tour blanche sur case noire e3 · Pion blanc sur case blanche f3 · Roi blanc sur case blanche e2 | Roi noir sur case noire f6 · Tour noire sur case noire e5 · Tour blanche sur case noire e3 · Pion blanc sur case blanche f3 · Roi blanc sur case blanche e2 | Roi noir sur case noire f6 · Tour noire sur case noire e5 · Tour blanche sur case noire e3 · Pion blanc sur case blanche f3 · Roi blanc sur case blanche e2 | 1 |
|   | a | b | c | d | e | f | g | h |   |

En 2001, un sous-comité du comité de qualification de la FIDE, chargé de l'attribution des titres tels que maître FIDE, maître international et grand maître international, s'est intéressé au cas du grand maître international roumain Alexandru Crisan. Constatant que ce joueur, pourtant numéro 1 roumain, avait obtenu son classement et son titre uniquement sur la base de tournois qu'il avait lui-même organisés et ne participait pas aux compétitions telles que le championnat de Roumanie ou les Olympiades, le comité lui a « recommandé » de participer à trois tournois. Crisan n'a participé qu'à l'un d'eux, le Mémorial Milan Vidmar, ne marquant que 0,5 point sur 9.
Le grand maître Alexander Baburin remarque dans Chess Today qu'au cours de ce tournoi, Crisan a commis des erreurs très inhabituelles pour un joueur professionnel. Ainsi, dans la position du diagramme ci-contre, il lui aurait suffi de jouer 57… Txe3+ 58. Rxe3 Re5 pour obtenir une nulle élémentaire. Au lieu de cela, Crisan a perdu la partie, ce qui conduit Baburin à conclure que son classement Elo de 2 635 n'est pas mérité.
Le 8 septembre 2001, le sous-comité chargé de l'étude du cas de Crisan, s'appuyant sur l'avis du grand maître Zurab Azmaiparashvili, a recommandé au comité de qualification le retrait du titre de grand maître de Crisan et l'annulation de son classement Elo, qui devrait être remis à zéro et ne tenir compte que des résultats du mémorial Milan Vidmar. Cette recommandation n'a pas été suivie d'effet[réf. nécessaire].

### Vladimir Afromeïev
Dans Chess Today, Alexander Baburin accuse un autre joueur, le Russe Vladimir Afromeïev, d'avoir obtenu son classement Elo sans rapport avec son niveau réel lors de tournois qu'il a organisés. La FIDE n'a entrepris aucune enquête officielle à son sujet[réf. nécessaire]. Afromeïev conserve donc son classement Elo de 2 646 et ses titres de maître FIDE et d'arbitre international.

## Dopage

### Règles de la FIDE contre le dopage
La FIDE s'est dotée d'un règlement contre le dopage, dont la première version est entrée en vigueur le 1er juillet 2001. La liste des substances interdites reprend celle de l'Agence mondiale antidopage.
Certains joueurs ont critiqué ce règlement, qu'ils jugent inadapté aux sports de l'esprit dans la mesure où il n'existe pas de substance connue pour améliorer les performances, et parce que, d'autre part, certaines substances comme la caféine consommée lors des tournois était susceptible de rendre un contrôle positif.
En 2010, aucun joueur n'a encore été contrôlé positif.
Un incident a eu lieu à l'Olympiade de 2004 à Calvià, au cours duquel deux joueurs amateurs de Papouasie-Nouvelle-Guinée et des Bermudes ont refusé de se soumettre au test. Le comité de discipline de la FIDE a annulé leurs performances.
Le seul incident impliquant un joueur professionnel concerne Vassily Ivanchuk, qui a refusé de se soumettre à un contrôle antidopage, ou n'a pas compris qu'on lui demandait de s'y soumettre, lors de l'Olympiade d'échecs de 2008. La FIDE a décidé de ne pas le sanctionner, estimant qu'il n'avait pas été correctement informé sur la procédure à suivre.

### Anatoli Karpov
Anatoli Karpov aurait utilisé une « machine à oxygène » (dopage sanguin) durant son match de Championnat du monde de 1990 contre Garry Kasparov.

## Jeu d'échecs par correspondance
Selon différents règlements, les cas les plus graves de tricheries dans le jeu par correspondance n'impliquent pas l'utilisation de logiciels pour choisir ses coups, mais plutôt le recours à l'assistance d'une personne plus qualifiée. Dans le cas de la France, dès son 2e article, le règlement de l'Association des joueurs d'échecs par correspondance précise que chaque participant à un tournoi organisé par l'AJEC s'engage « à ne consulter personne pour la conduite de son jeu ». La règle H1 de la BCCA (British Correspondence Chess Association) stipule qu'on ne doit ni rechercher ni accepter l'assistance ou les conseils de tiers relatifs au jeu. Dans son livre Winning at correspondence Chess (ed. Batsford, 1996), Tim Harding note cependant qu'il n'y a « rien d'explicite » au sujet de la consultation de tiers dans les règles de l'ICCF.

## La tricherie dans la littérature
Schaccia ludus, poème en latin de Marco Girolamo Vida publié en 1527, met en scène une partie, arbitrée par Jupiter, opposant Phœbus à Mercure. Ce dernier triche plusieurs fois pendant la partie,.
La tricherie est aussi un sujet de plaisanteries, comme le montrent par exemple les livres de William Hartston et Bill Tidy, How to Cheat at Chess (« Comment tricher aux échecs ») et sa suite Soft Pawn, qui donnent des conseils parodiques pour avoir les meilleures chances de tricher sans être pris, en suivant l'exemple de champions.